# Битва под Симбирском
Битва под Симбирском — сражение у Симбирска между мятежниками под предводительством Степана Разина и правительственным войском во главе с князем Юрием Барятинским, закончившееся крупным поражением Разина и его бегством на Дон.

## Предыстория
Осаде Симбирска предшествовали взятие Царицына и Астрахани. Оттуда Разин с казаками на 200 стругах поплыл вверх по Волге, в то время как по берегу их сопровождала конница. Были заняты Самара и Саратов, где, как обычно, были перебиты воеводы, дворяне и приказные люди, их имение пограблено. Оттуда разинцы в количестве 5 тысяч человек двинулись к Симбирску, где во главе небольшого гарнизона находился окольничий князь Иван Богданович Милославский. Из Казани ему на помощь выступил князь Юрий Барятинский, сумевший прибыть к городу на 4 дня раньше Разина.

## Ход сражения
4 (14) сентября близ Симбирска высадилось войско Разина и собралось штурмовать город. Но путь к городу ему преградил Барятинский. В результате боя, длившегося целый день, ни одна сторона не одержала верх. В течение следующих суток обе стороны воздерживались от военных действий, однако благодаря части местного населения, поддерживающей Разина, ему удалось овладеть острогом, примыкавшим к Симбирскому кремлю. Новая попытка взять приступом кремль была пресечена действиями Барятинского, который, однако, и сам не мог нанести Разину решительный удар и облегчить положение города. Он отступил от города, чтобы собрать большее войско. Гарнизон князя Ивана Милославского из стрелецких голов и солдат из 1-го выборного полка Аггея Шепелёва заперся в кремле (малом городке).                                                                                                                                                                                                                                           
Между тем Разин укрепил занятый им посад, а его войско в результате стекавшихся добровольцев возросло до 20 тысяч человек. В то же время отдельные отряды покидали войско и направлялись на взятие других городов, таких как Саранск, Пенза, Алатырь, Васильсурск, Козьмодемьянск и другие. Приглашение поступало якобы также от нижегородцев, обещавших сдать город. Разин же вынужден был стоять под Симбирской крепостью, которую он взять не мог, несмотря на четыре штурма. Предпринимались попытки поджечь город, для чего бросали пылающие поленья и солому, однако осаждённые каждый раз успевали потушить пожар.
Тем временем князь Барятинский собирал войска. В поход под Симбирск князь надеялся взять 1-й выборный полк Аггея Шепелёва, который находился в Казани в большом полку князя Петра Урусова, но у полковника Шепелёва и князя Барятинского произошёл конфликт. Шепелёв отказался идти в поход, и с князем выступили только две шквадроны подполковника Ивана Захарова и майора Фёдора Маматова из второй тысячи выборного полка. 15 (25) сентября 1670 года князь Барятинский, наконец, выступил из Казани на Симбирск.                                                                                                                                                                                                                                                  
20 (30) сентября за рекой Свиягой у станицы Куланги правительственные войска встретили первый отряд разинцев, который разбили. Князь Барятинский с боями шёл на Симбирск. 23 сентября (3 октября) произошёл бой у реки Карлы; 24 сентября (4 октября), после переправы через реку, князь вступил в бой у татарской деревни Крысадаки (ныне Сорок-Сайдак), 27 сентября (7 октября) — под мордовской деревней Моклоуш (ныне Старые Маклауши). 29 сентября (9 октября) правительственные войска вышли к опустевшему городу Тагаеву, а из Тагаева вышли в Юшанск (ныне Юшанское). 1 (11) октября князь Барятинский выступил по крымской стороне черты к Симбирску.
В двух верстах от Симбирска у реки Свияги войска князя встретили армию Разина. Построив войска, воевода двинулся на противника. Сойдясь на 20 сажень (43 метра), солдаты князя открыли по разинцам огонь и внесли в нестройные ряды мятежников беспорядок первыми потерями.
Разин смог остановить бегство, и, «собрався… со всеми силами, с конными и с пешими людьми и с пушками», попытался контратаковать противника. Барятинский выслал вперёд конницу, которая, атаковав повстанцев, развернулась в притворное бегство и навела разинцев на порядки пехоты и артиллерии. Упорный бой, в котором противники палили друг в друга почти в упор, продолжался весь день. Как вспоминал князь Барятинский: «…люди в людех мешались и стрельба на обе стороны из мелкова ружья и пушечная была в притин…, а бились они с тем вором с утра до сумерек». Исход битвы решила фланговая атака конницы под командой самого князя Барятинского. В результате войско Разина было разбито, были потеряны 4 пушки, 14 знамён, литавры и 120 пленных, которые были тотчас повешены.
Сам Разин был дважды ранен (мушкетной пулей или картечной дробью в левую ногу и сабельным ударом в голову), после чего упал с коня и едва не попал в плен, но был спасен донскими казаками. Изменник из Алатыря схватил и повалил его, пытаясь заколоть кинжалом, но сам был тотчас убит другими мятежниками. Разина в бессознательном состоянии на руках перенесли в острог, где он пришел в себя и в ночь на 4 (14) октября вновь попытался взять город приступом с северной и восточной стороны. Вновь было сделано всё, чтобы зажечь его, однако Симбирск выстоял.
Барятинский решил прибегнуть к хитрости, велев полковнику Чубарову зайти ночью с полком за Свиягу и делать там окрики, как будто пришло новое царское войско. Хитрость удалась: на Разина напал страх, он решился бежать тайком с одними донскими казаками. Тогда Барятинский вышел с конницей в поле, и стал около города, а пехоту пустил на обоз и острог. Одновременно Милославский с другой стороны напал на острог, который запылал в разных местах. Поражаемые с двух сторон и теснимые огнём мятежники бросились к судам, но мало кому из них удалось спастись, большинство было перебито или перетоплено.

## Последствия
Синбирский кремль выдержал осаду от войска Стеньки Разина, но сгорел острог, Успенская слобода с монастырём и слобода Часовня . 
Поражение под Симбирском положило конец постоянным до тех пор успехам Разина. Здесь он потерял и войско, и власть; вскоре он был схвачен на Дону и четвертован 6 (16) июня 1671 года в Москве. 
Правительство понимало всю важность победы под Симбирском и высоко ценило подвиг Милославского и «храбрых товарищей» по «симбирскому сиденью». 10 (20) декабря 1670 года государь отправил в Симбирск стольника Чирикова с царским милостивым словом и с похвалой за их службу. Барятинскому за победу под Симбирском был пожалован титул боярина.
В 1672 году, за «двукратную храбрую оборону от разбойника Стеньки Разина: в первуй раз при воеводе Ивана Милославского от самого Стеньки Разина, а во второй раз через год от есаула разинской шайки Федьки Шелудяка», царём Алексеем Михайловичем, был пожалован первый герб Синбирску.

## Память
- Исторический роман «Разин Степан» А. П. Чапыгина;
- Степан Разин (фильм, 1939);
- Стенька Разин (фильм, 1914);